# Musikåret 2003

## Händelser
Januari
- 3 januari – SR P4 börjar sända dansbandsprogrammet Kalas.[1]
- 12 januari – Svensktoppen i Sveriges Radio genomgår stora förändringar, som att tillåta melodier med sång på valfritt språk[2].

Februari
- 7–8 februari – Växjö är så kallad "Popstad" i dagarna två.[3]

Mars
- 2 mars – Med melodin "Opportunity Nox" testas den svenska popduon Roxette för första gången på Svensktoppen[4], där låten går in på en niondeplats kommande vecka[5].
- 15 mars – Låten Give Me Your Love framförd av Fame vinner Melodifestivalen[6].

April
- 6 april – Melodin "Crazy in Love" av Jill Johnson blir första engelskspråkiga sångtext att nå förstaplatsen på Svensktoppen[7].
- 13 april – Svenska discotrion Afro-Dite meddelar att man splittras sedan framgångarna uteblivit.[8]
- 4 maj – Paul McCartney uppräder på Globen, Stockholm.[9]

Maj
- 24 maj – Låten Every Way That I Can framförd av Sertab Ereners  vinner Eurovision Song Contest.[10]

Juni
- 6 juni – Kent uppträder på Stockholms stadion. Publiken klär sig helt i vitt.[8]
- 18 juli – The Rolling Stones uppträder på Stockholms stadion. The Hives är support.[11]

Juli
- 22 juli – Anders Lundin övertar, mitt under pågående säsong, rollen som programledare för Allsång på Skansen efter Lasse Berghagen.[12]
- 26 juli - Första ”VM i Karaoke /KWC” hålls,[13] Sommarteatern Heinola, med 56 finalister från 7 nationer, vinnare herrar Uche Eke GB, damer Danni Cadby GB.

Augusti
September
Oktober
- 28 oktober – 40 år efter att Beatles hade ett Sverigebesök har auktionsfirmor dammat av Sverige på affischer, autografer och fotografier.[14]

November
- 13 november – Det svenska dansbandet Vikingarna meddelar att man lägger av 2004[15].

December
- 12 december – Mick Jagger adlas.[16]

## Priser och utmärkelser
- 16 januari: Spelmannen – Georg Riedel[17]
- 23 januari: Hambestipendiet – Kjell Leidhammar[18]
- 26 januari: Johnny Bode-stipendiet – Hanna Åberg
- 30 januari: P3 Guld[19]
- 31 januari: Manifestgalan[20]
- 2 februari: Ceciliapriset – Ulrika Wiström[21]
- 18 februari: Grammisgalan[22]
- 18 februari: Ted Gärdestadstipendiet – Jonathan Johansson, Dick Lantz och Maia Hirasawa[23]
- 19 februari: Musikexportpriset – Esbjörn Svensson Trio[24]
- 14 mars: Jussi Björlingstipendiet – Uno Stjernqvist
- 17 mars: Kungliga Musikaliska Akademiens Jazzpris – Mats Gustafsson
- 9 april: Norrbymedaljen – Agneta Sköld
- 29 april: Tigertassen – Kikki Danielsson[25]
- 29 april: Ulla Billquist-stipendiet - Jill Johnson[25]
- 9 maj: Svenska Dirigentpriset – Johannes Gustavsson[26]
- 12 maj: Polarpriset – Keith Jarrett[27]
- 15 maj: Schockpriset – Anne Sofie von Otter[28]
- 30 maj: Svenska Dagbladets operapris – Göteborgsoperans orkester[29]
- 2 juni: Nordiska rådets musikpris – Mari Boine[30]
- 7 juni: Litteris et Artibus – Håkan Hardenberger, Karin Rehnqvist, Lena Nordin, Torleif Thedéen
- 21 juni: Rosenbergpriset – Dror Feiler
- 23 juni: Hugo Alfvénpriset – Gunnar Bucht[31]
- 29 juni: Lars Gullin-priset – Nils Lindberg[32]
- 2 juli: Jan Johansson-stipendiet – Ann-Kristin Hedmark[33]
- 20 juli: Fred Åkerström-stipendiet – Mats Klingström
- 3 augusti: Cornelis Vreeswijk-stipendiet – Mikael Wiehe[34]
- 7 augusti: Jazzkatten
- 19 augusti: Crusellstipendiet – Andreas Lönnqvist[35]
- 6 september: Årets kör – Orphei Drängar
- 20 oktober: Jenny Lind-stipendiet – Ulrika Mjörndal
- 25 oktober: Årets körledare – Hans Lundgren
- 25 oktober: Årets barn- och ungdomskörledare – Kerstin Linzander
- 5 november: Gevalias musikpris – Jessica G. Pilnäs
- 22 november: Jazz i Sverige – Josefine Cronholm & Ibis[36]
- 12 december: Atterbergpriset – Bo Rydberg
- 17 december: Ejnar Westling-stipendiet – Monica Törnell
- 29 december:Stora Christ Johnson-priset – Hans Gefors[37]
- 29 december: Mindre Christ Johnson-priset – Mats Larsson Gothe[37]
- 29 december: Medaljen för tonkonstens främjande – Folke Abenius, Arne Domnérus och Hjördis Schymberg[37]

## Årets album
Vänligen sortera soloartister på efternamn, musikgrupper på förstabokstaven (utan engelskans "The" och "A")

### A – G
- 3 Doors Down – Away from the Sun
- 50 Cent – Get Rich or Die Tryin'[38]
- Animal Collective – Campfire Songs[39]
- Animal Collective – Here Comes the Indian[40]
- Kristian Anttila – Natta de mina[41]
- Alice in Videoland – Maiden Voyage[42]
- Alizée – Mes Courants Électriques
- Anthrax – We've Come For You All[43]
- Antique – Blue Love[44]
- Arch Enemy – Anthems of Rebellion[45]
- The Ataris – So Long, Astoria[46]
- Avenged Sevenfold – Waking the Fallen
- Bad Cash Quartet – Midnight Prayer[47]
- The Bear Quartet – Angry Brigade[48]
- Marit Bergman – 3.00 A.M. Serenades[49]
- Bergman Rock – Bergman Rock[50]
- Bonnie 'Prince' Billy – Master and Everyone[51]
- Beyoncé Knowles – Dangerously in Love[52]
- Mary J. Blige – Love & Life[53]
- Black Label Society – The Blessed Hellride
- Blink-182 – Obetitlat album
- Blur – Think Tank[54]
- Bob Hansson & Institutet för höghastighetskonst - Kör solen kör[55]
- Andrea Bocelli – Tosca
- David Bowie – Reality[56]
- Bo Kaspers orkester – Vilka tror vi att vi är[57]
- Edie Brickell – Volcano
- Broder Daniel – Cruel Town[58]
- The Cardigans – Long Gone Before Daylight[59]
- Clawfinger – Zeros & heroes[60]
- The Concretes – The Concretes[61]
- The Coral – Magic and Medicine[62]
- Cradle of Filth – Damnation and a Day[63]
- The Dandy Warhols – Welcome to the Monkey House[64]
- The Darkness – Permission to Land[65]
- Darkthrone – Hate Them
- Deerhoof – Apple O'[66]
- Deftones – Deftones[67]
- The Distillers – Coral Fang[68]
- Dizzee Rascal – Boy in Da Corner[69]
- DMX – Grand Champ[70]
- Dream Theater – Train of Thought[71]
- Hilary Duff – Metamorphosis[72]
- Eels – Shootenanny![73]
- Electric Six – Fire[74]
- Elin Sigvardsson – Saturday Light Naive[75]
- Evanescence – Fallen[76]
- Finger Eleven – Finger Eleven
- Front 242 – Pulse
- Per Gessle – Mazarin[77]
- Girls Aloud – Sound of the Underground[78]
- Godsmack – Faceless[79]
- Goldfrapp – Black Cherry[80]
- José Gonzales – Veneer[81]
- Kajsa Grytt – Är vi på väg hem?[82]

### H – R
- The Haunted – One Kill Wonder[83]
- Helloween – Rabbit Don't Come Easy[84]
- The Hidden Cameras – The Smell of Our Own[85]
- HIM – Love Metal[86]
- Hoobastank – The Reason
- Iron Maiden – Dance of Death[87]
- Isolation Years – It's Golden[88]
- Jay-Z – The Black Album[89]
- Jill Johnson – Rotts and Wings[90]
- Jewel – 0304[91]
- Jet – Get Born[92]
- Anders Johansson – If It's All I Ever Do
- Jack Johnson – On and On
- Alicia Keys – The Diary of Alicia Keys[93]
- King's X – Black Like Sunday
- KMFDM – WWIII[94]
- The Knife – Deep Cuts[95]
- Komeda – Kokomemedada[96]
- Johannes Kotschy – And That's Why I Love You[97]
- Korn – Take a Look in the Mirror[98]
- Kraftwerk – Tour de France Soundtracks[99]
- Larz-Kristerz – Stuffparty 1
- Peter LeMarc – Det som håller oss vid liv[100]
- Limp Bizkit – Results May Vary[101]
- Linkin Park – Meteora[102]
- Live – Birds of Prey[103]
- LSB – Fungus [104]
- Ulf Lundell – En eld ikväll[105]
- Madonna – American Life[106]
- Masterplan – Masterplan
- Marilyn Manson – The Golden Age of the Grotesque[107]
- Gunnel Mauritzson – Raisu äut[108]
- John Mayer – Heavier Things
- Meat Loaf – Couldn't Have Said It Better[109]
- Melanie C – Reason[110]
- Metallica – St. Anger[111]
- Mew – Frengers[112]
- Kylie Minogue – Body Language[113]
- Modern Talking – Universe
- Moneybrother – Blood Panic[114]
- Morbid Angel – Heretic[115]
- The New Pornographers – Electric Version[116]
- Nick Cave & The Bad Seeds – Nocturama[117]
- Nickelback – The Long Road[118]
- NOFX – The War on Errorism[119]
- The Offspring – Splinter[120]
- Outkast – Speakerboxxx/The Love Below[121]
- Painfield – This Time
- Paris – Yellow Eden[122]
- Sean Paul – Dutty Rock[123]
- Peaches – Fritt fall[124]
- Peaches – Fatherfucker[125]
- Pennywise – From the Ashes
- A Perfect Circle – 13th Step[126]
- The Perishers – Let There Be Morning[127]
- Pet Shop Boys – Disco 3[128]
- Pink – Try This[129]
- Placebo – Sleeping With Ghosts[130]
- Lisa Marie Presley – To Whom It May Concern[131]
- Procol Harum – The Well's On Fire[132]
- Puddle of Mudd – Life on Display
- The Radio Dept. – Lesser Matters[133]
- Radiohead – Hail to the Thief[134]
- Ranarim – För världen älskar vad som är brokot[135]
- Rancid – Indestructible
- The Rasmus – Dead Letters[136]
- Lou Reed – The Raven[137]
- Lisa Rydberg – Östbjörka
- Rå – De två systrarna[138]

### S – Ö
- Shout Out Louds – Howl Howl Gaff Gaff[139]
- Émilie Simon – Émilie Simon
- Helen Sjöholm och Anders Widmark – Genom varje andetag[140]
- Skin – Fleshwounds
- Slagsmålsklubben – Den svenske disco[141]
- Spawn of Possession – Cabinet
- Britney Spears – In the Zone[142]
- Staind – 14 Shades of Grey[143]
- Starsailor – Silence is Easy[144]
- Steely Dan – Everything Must Go[145]
- The Strokes – Room on Fire[146]
- Three Days Grace – Three Days Grace
- Thrice – The Artist in the Ambulance
- Timbuktu – The botten is nådd[147]
- Tomahawk – Mit Gas[148]
- Triantafillos – Mazi Xana
- Turbonegro – Scandinavian Leather[149]
- TV on the Radio – Young Liars[150]
- Tyskarna från Lund – Metamorphobia[151]
- Van Morrison – What's Wrong With This Picture?[152]
- The Vectors – Still Ill[153]
- Rufus Wainwright – Want One[154]
- The White Stripes – Elephant[155]
- Amy Winehouse – Frank[156]
- Lars Winnerbäck & Hovet – Söndermarken[157]
- Yeah Yeah Yeahs – Fever to Tell[158]
- Yellowcard – Ocean Avenue
- Neil Young – Greendale[159]
- Warren Zevon – The Wind[160]

## Årets singlar & hitlåtar
Vänligen sortera soloartister på efternamn, musikgrupper på förstabokstaven (utan engelskans "The" och "A")
- 50 cent – In da Club
- Alcazar – Not a Sinner Nor a Saint
- Avril Lavigne – I'm With You
- Avril Lavigne – Sk8ter Boi
- Bad Cash Quartet – Midnight Prayer
- Beyoncé feat. Jay-Z – Crazy in Love
- Björn Skifs – Håll mitt hjärta
- Black Eyed Peas – Where is the Love?
- Blur – Crazy Beat
- Britney Spears – Everytime
- Britney Spears – Toxic
- Broder Daniel – Shoreline
- The Cardigans – For What's It Worth
- The Cardigans – You're the Storm
- Carola Häggkvist – När löven faller
- Coldplay – Clocks
- The Concretes – You Can't Hurry Love
- The Dandy Warhols – We Used To Be Friends
- The Darkness – I Believe in a Thing Called Love
- Electric Six – Danger! Danger! High Voltage!
- Electric Six – Gay Bar
- Eminem – Lose Yourself
- Fame – Give Me Your Love
- Franz Ferdinand – Darts of Pleasure
- Girls Aloud – Sound of the Underground
- The Hidden Cameras – Ban Marriage
- Jay-Z – 99 Problems
- Jet – Are You Gonna Be My Girl
- Jill Johnson – Crazy in Love
- José González – Crosses
- José González – Heartbeats
- Karl Martindahl – When You're Coming Back Again
- The Knife – Heartbeats
- The Knife – Pass This On
- Kraftwerk – Tour de France
- Markoolio feat. Håkan Hemlin – Vilse i skogen
- Melody Club – Covergirl
- Metallica – St. Anger
- Mew – Am I Wry? No
- Nina & Kim – Om du stannar hos mig
- Outkast – Hey Ya!
- Peaches – Operate
- Peaches – Rockshow
- Per Gessle – Här kommer alla känslorna (på en och samma gång)[161]
- Per Gessle – På promenad genom stan[162]
- Per Gessle – Tycker om när du tar på mej[163]
- Pet Shop Boys – Miracles
- Pink – Family Portrait
- Queens of the Stone Age – Go with the Flow
- Radiohead – There, There
- Robyn – Don't Stop the Music
- Roxette – Opportunity Nox[164]
- Sara Löfgren – Starkare
- Shout Out Louds – Please Please Please
- The Strokes – 12:51
- The Strokes – Reptilia
- Tatu – Not Gonna Get Us
- Timbuktu – The botten is nådd
- Despina Vandi – Geia
- Westlife – Mandy
- The White Stripes – Seven Nation Army
- Lars Winnerbäck & Hovet – Hum hum från Humlegården
- Yeah Yeah Yeahs – Date With The Night
- Yeah Yeah Yeahs – Maps
- Yeah Yeah Yeahs – Pin
- Yeah Yeah Yeahs – Y Control

## Årets videoalbum
Vänligen sortera soloartister på efternamn, musikgrupper på förstabokstaven (utan engelskans "The" och "A")
- Per Gessle – En mazarin, älskling?[165]
- Roxette – Ballad & Pop Hits[164]

## Sverigetopplistan2003
| Datum                   | Låttitel                                         | Artist/grupp                   | Bakgrund       |
| ----------------------- | ------------------------------------------------ | ------------------------------ | -------------- |
| 12 september 2002 (17v) | The Ketchup Song (Aserejé)                       | Las Ketchup                    | Spanien        |
| 9 januari 2003 (2v)     | Tu es fouto                                      | In-Grid                        | Italien        |
| 23 januari 2003 (8v)    | Lose Yourself                                    | Eminem                         | USA            |
| 20 mars 2003 (1v)       | I Drove All Night                                | Céline Dion                    | Kanada         |
| 27 mars 2003 (2v)       | Give Me Your Love                                | Fame                           | Sverige        |
| 10 april 2003 (1v)      | Not a Sinner, Nor a Saint                        | Alcazar                        | Sverige        |
| 17 april 2003 (1v)      | Den andra kvinnan                                | Glenmark, Eriksson, Strömstedt | Sverige        |
| 24 april 2003 (1v)      | Anyone of Us                                     | Gareth Gates                   | Storbritannien |
| 1 maj 2003 (1v)         | Give Me Your Love                                | Fame                           | Sverige        |
| 8 maj 2003 (5v)         | Alive                                            | Da Buzz                        | Sverige        |
| 12 juni 2003 (1v)       | Without You                                      | Anders Johansson               | Sverige        |
| 18 juni 2003 (3v)       | Every Way That I Can                             | Sertab                         | Turkiet        |
| 11 juli 2003 (8v)       | Här kommer alla känslorna (på en och samma gång) | Per Gessle                     | Sverige        |
| 5 september 2003 (1v)   | Where is the Love?                               | The Black Eyed Peas            | USA            |
| 12 september 2003 (2v)  | Aicha                                            | Outlandish                     | Danmark        |
| 26 september 2003 (1v)  | When We Were Winning                             | Broder Daniel                  | Sverige        |
| 3 oktober 2003 (3v)     | Aicha                                            | Outlandish                     | Danmark        |
| 24 oktober 2003 (1v)    | Om du stannar hos mig                            | Nina & Kim                     | Sverige        |
| 31 oktober 2003 (4v)    | Vilse i skogen                                   | Markoolio                      | Sverige        |
| 28 november 2003 (1v)   | Starkare                                         | Sara Löfgren                   | Sverige        |
| 5 december 2003 (1v)    | Vilse i skogen                                   | Markoolio                      | Sverige        |
| 12 december 2003 (1v)   | Starkare                                         | Sara Löfgren                   | Sverige        |
| 19 december 2003 (2v)   | Vilse i skogen                                   | Markoolio                      | Sverige        |

## Jazz
- Miriam Aïda – My Kind of World[166]
- Ludvig Berghe Trio – Ludvig Berghe Trio
- Michael Brecker – Wide Angles
- Magnus Broo Quartet – Sugarpromise
- Josefine Cronholm & Ibis – Hotel Paradise[167]
- Dog Out – Dog Out
- Michael Franks – Watching the Snow
- Kenny Garrett – Standard of Language
- Gordon Goodwin's Big Phat Band – XXL|XXL
- The Idea of North – Here & Now
- Keith Jarrett – Up for It
- Jonas Kullhammar Quartet – Plays Loud for the People[168]
- Mathias Landaeus – House of Approximation[169]
- Magnus Lindgren – The Game[170]
- Jeanette Lindström – Walk[171]
- Pat Metheny – One Quiet Night
- James Morrison – On The Edge
- Mike Nock – Changing Seasons
- Alberto Pinton – Terraferma
- Wayne Shorter – Alegría[172]
- Sonic Mechatronik Arkestra – Sonic Mechatronik Arkestra

## Klassisk
- Mario Davidovsky – Duo Capriccioso
- Peter Maxwell Davies - Naxos Quartet No. 2
- Péter Eötvös - Erdenklavier-Himmelklavier, for piano
- Elisenda Fábregas – Voces de mi tierra for flute, cello and piano
- Rolf Gehlhaar – Cybersong for tenor and wearable electronics
- Philip Glass - Dreaming Awake for piano

## Födda
- 20 februari – Olivia Rodrigo, amerikansk artist.
- 1 mars – Keshav, indisk tablaspelare.
- 17 augusti – The Kid Laroi, australisk sångare.
- 21 oktober – Amy Nobleza, filippinsk sångare och skådespelare.

## Avlidna

### Januari
- 5 januari – Daphne Oram, 77, brittisk kompositör och musiker.[173]
- 5 januari – Kisa Magnusson, 53, svensk sångerska.[174]
- 5 januari – Ingemar Pallin, 79, svensk sångare, skådespelare och radioman.[175]
- 11 januari – Mickey Finn, 55, brittisk bongospelare i T. Rex.[176]
- 12 januari – Maurice Gibb, 53, brittisk-australisk sångare, låtskrivare och producent i Bee Gees.[177]

### Februari
- 2 februari – Lou Harrison, 85, amerikansk kompositör.[178]
- 20 februari – Ty Longley, 31, amerikansk gitarrist i Great White.[179]
- 23 februari – Howie Epstein, 47, amerikansk basist i Tom Petty & The Heartbreakers.[180]

### Mars
- 2 mars – Hank Ballard, 66, amerikansk sångare.
- 3 mars – Kenneth "Kenta" Gustafsson, 54, svensk sångare.[181]
- 8 mars – Adam Faith, 62, brittisk sångare.[182]
- 31 mars – Tommy Seebach, 53, dansk artist - far till Rasmus Seebach.[183]

### April
- 1 april – Sven Holmberg, 85, svensk skådespelare och sångare.
- 1 april – Leslie Cheung, 46, hongkongbo skådedespelare och sångare.[184]
- 2 april – Edwin Starr, 61, amerikansk sångare.[185]
- 4 april – Bertil Bertilson, 63, svensk kompositör och sångare i Rockfolket.[186]
- 10 april – Little Eva, 59, amerikansk sångerska.[187]
- 19 april – Conrad Leonard, 104, brittisk kompositör och pianist.[188]
- 21 april – Nina Simone, 70, amerikansk artist.[189]

### Maj
- 11 maj – Noel Redding, 57, brittisk basist i The Jimi Hendrix Experience.[190]
- 15 maj – June Carter Cash, 73, amerikansk artist, låtskrivare och skådespelare.[191]
- 25 maj – Jeremy Ward, 27, amerikansk ljudtekniker och keyboardist i The Mars Volta.[192]
- 27 maj – Luciano Berio, 77, italiensk kompositör.[193]
- 30 maj – Mickie Most, 64, brittisk musikproducent.[194]

### Juni
- 6 juni – Dave Rowberry, 63, brittisk pianist i The Animals.[195]
- 17 juni – Marcella Pobbé, 81, italiensk operasångerska.

### Juli
- 4 juli – Barry White, 58, amerikansk artist.[196]
- 7 juli – Arne Andersson, 82, svensk skådespelare och operasångare.[197]
- 7 juli – Roland Levin, 91, svensk textförfattare och tandläkare.
- 12 juli – Benny Carter, 95, amerikansk jazzsaxofonist.[198]
- 13 juli – Compay Segundo, 95, kubansk gitarrist och sångare i Buena Vista Social Club.[199]
- 16 juli – Celia Cruz, 77, kubansk-amerikansk sångare.[200]
- 27 juli – Bob Hope, 100, amerikansk skådespelare, komiker och sångare.[201]
- 30 juli – Sam Phillips, 80, amerikansk skivproducent och grundare av Sun Records.[202]

### Augusti
- 4 augusti – Ray Adams, 72, norsk sångare.[203]
- 9 augusti – Gregory Hines, 58, amerikansk skådespelare och sångare.[204]
- 13 augusti – Ed Townsend, 74, amerikansk låtskrivare och sångare.[205]
- 18 augusti – Tony Jackson, 55, brittisk sångare och basist i The Searchers.[206]

### September
- 2 september – Stig Wallgren, 79, svensk reklamman, konstnär, artist och författare.
- 7 september – Warren Zevon, 56, amerikansk artist.[207]
- 12 september – Johnny Cash, 71, amerikansk artist.[208]
- 25 september – Matthew Jay, 24, brittisk låtskrivare och sångare.[209]
- 26 september – Robert Palmer, 54, brittisk artist.[210]

### Oktober
- 7 oktober – Peter Gullin, 44, svensk jazzsaxofonist.[211]
- 21 oktober – Elliott Smith, 34, amerikansk artist.[212]
- 24 oktober – Rosie Nix Smith, 45, amerikansk sångerska och låtskrivare - styvdotter till Johnny Cash.[213]
- 24 oktober – Malte Johnson, 93, svensk kapellmästare.[214]
- 25 oktober – Bengt "Bengan" Wittström, 74, svensk jazzbasist och radioproducent.[215]
- 29 oktober – Franco Corelli, 82, italiensk operasångare.[216]

### November
- 1 november – Anton Maiden, 23, svensk covermusiker.[217]
- 5 november – Bobby Hatfield, 63, amerikansk sångare i The Righteous Brothers.[218]
- 12 november – Tommy Thompson, 48, amerikansk trumslagare i Chic.[219]
- 14 november – Gene Anthony Ray, 41, amerikansk skådespelare, dansare och sångare.[220]
- 17 november – Don Gibson, 75, amerikansk artist och kompositör.[221]
- 17 november – Peter Lindroos, 59, finländsk operasångare och professor i sång.[222]
- 26 november – Soulja Slim, 26, amerikansk rappare.[223]
- 26 november – Ville Wallén, svensk trumslagare i The Boppers.[224]

### December
- 8 december – Rubén González, 84, kubansk pianist.[225]
- 28 december – Torbjörn Jahn (”Tompa-Jahn”), 82, svensk musiker och skådespelare.[226]
- 31 december – Sieglinde Wagner, 82, österrikisk operasångerska.[227]

### Fotnoter
1. ↑  Information i Svensk mediedatabas (läst 8 april 2011).
2. ↑  Svensktoppen - 12 januari 2003
3. ↑  ”Svensk mediedatabas”. http://smdb.kb.se/catalog/search?q=Popstad+typ%3Aradio&sort=OLDEST. Läst 3 juli 2011.
4. ↑  Svensktoppen - 2 mars 2003
5. ↑  Svensktoppen - 9 mars 2003
6. ↑  ”Poplight - Melodifestivalen”. Arkiverad från originalet den 24 maj 2012. https://archive.is/20120524203428/http://poplight.zitiz.se/melodifestivalen/2003. Läst 24 maj 2012.
7. ↑  Svensktoppen 2003 Arkiverad 11 november 2011 hämtat från the Wayback Machine.
8. 1 2   När Var Hur 2004. DN
9. ↑  Anders Nunstedt (5 maj 2003). ”Paul McCartney”. Expressen. Läst 21 november 2023.
10. ↑  ”Poplight - Eurovision Song Contest”. Arkiverad från originalet den 2 maj 2010. https://web.archive.org/web/20100502165215/http://poplight.zitiz.se/eurovision-song-contest/2003. Läst 1 januari 2011.
11. ↑  ”Vilken hetta, Stones”. Aftonbladet. 19 juli 2003. https://www.aftonbladet.se/nojesbladet/musik/a/G1MxR4/vilken-hetta-stones. Läst 18 november 2023.
12. ↑  Ronnie Sandahl (22 juli 2003). ”Sången sitter bra nu”. Aftonbladet. http://www.aftonbladet.se/nojesbladet/tv/article10381133.ab. Läst 18 juli 2015.
13. ↑   Karaoke-VM-titeln, Kaleva /kaleva.fi (läst 5 juni 2025)
14. ↑   När Var Hur 2005. DN
15. ↑  Värmlands Folkblad 13 november 2003 - Vikingarna lägger av Arkiverad 28 september 2007 hämtat från the Wayback Machine.
16. ↑  ”Mick Jagger adlad av kronprins Charles”. Svenska Dagbladet. 12 december 2003. https://www.svd.se/a/b7e40bef-4c6e-3e71-bd79-625287b9ce5c/mick-jagger-adlad-av-kronprins-charles. Läst 21 november 2023.
17. ↑  ”Riedel framför allt”. Expressen. 16 januari 2003. https://www.expressen.se/kultur/riedel-framfor-allt/. Läst 20 november 2023.
18. ↑  ”Riksspelman årets Alf Hambre-stipendiat”. Expressen. 20 januari 2003. https://www.expressen.se/noje/musik/riksspelman-arets-alf-hambe-stipendiat/. Läst 18 november 2023.
19. ↑  ”Alla vinnare P3 Guld 2003”. Sveriges Radio. 30 januari 2012. https://sverigesradio.se/artikel/4937419. Läst 17 november 2023.
20. ↑  ”Äntligen finns det ett riktigt indiepris”. Aftonbladet. 3 februari 2003. https://www.aftonbladet.se/nojesbladet/a/rLE0d3/antligen-finns-det-ett-riktigt-indiepris. Läst 17 november 2023.
21. ↑  ”Caroline Krook delade ut S:ta Ceciliapriset”. Dagen. 3 februari 2003. https://www.dagen.se/nyheter/2003/02/03/caroline-krook-delade-ut-sta-ceciliapriset/. Läst 17 november 2023.
22. ↑  ”Kent tog storslam på Grammisgalan”. Sydsvenskan. 18 februari 2003. https://www.sydsvenskan.se/2003-02-18/kent-tog-storslam-pa-grammisgalan. Läst 17 november 2023.
23. ↑  ”Jonathan Johansson årets Ted Gärdestadsstipendiat”. Sveriges Radio. 18 februari 2003. https://sverigesradio.se/artikel/186164. Läst 20 november 2023.
24. ↑  ”Luftslott och magplask i musikexporten”. Sveriges Radio. 19 februari 2003. https://sverigesradio.se/artikel/371378. Läst 19 november 2023.
25. 1 2  ”Billquist - Johnson”. TT. 29 april 2003. https://app.tt.se/bildobjekt/image/sdl-M_N3YhChfc. Läst 20 november 2023.
26. ↑  ”Värmlänning fick första dirigentpriset”. Svenska Dagbladet. 11 maj 2003. https://www.svd.se/a/8a0dde9f-2cf4-3101-823e-8f2d0dd259ed/varmlanning-fick-forsta-dirigentpriset. Läst 20 november 2023.
27. ↑  ”Keith Jarret tog emot Polarpriset”. Svenska Dagbladet. 12 maj 2003. https://www.svd.se/a/af653d6c-212d-3189-a87e-f6371c0477ab/keith-jarrett-tog-emot-polarpriset. Läst 19 november 2023.
28. ↑  ”Shockpris till Ann Sofie von Otter”. Svenska Dagbladet. 15 maj 2003. https://www.svd.se/a/ba725a40-851e-3e7d-8dc0-91e7088b5280/schockpris-till-ann-sofie-von-otter. Läst 19 november 2023.
29. ↑  ”SvDs operapris delades ut”. Svenska Dagbladet. 30 maj 2003. https://www.svd.se/a/fd64aa43-1020-36c6-a61d-d9d2ab5e280f/svds-operapris-delades-ut. Läst 20 november 2023.
30. ↑  ”Samisk sångerska får nordiska rådets musikpris”. Svenska Dagbladet. 3 juni 2003. https://www.svd.se/a/2e820add-3153-3540-a195-21c4e6afe069/samisk-sangerska-far-nordiska-radets-musikpris. Läst 19 november 2023.
31. ↑  ”Hugo Alfvénpriset till Gunnar Bucht”. Svenska Dagbladet. 23 juni 2003. https://www.svd.se/a/3fe40c9f-1b30-30d3-a0b7-66a64ed7a328/hugo-alfvenpriset-till-gunnar-bucht. Läst 18 november 2023.
32. ↑  ”Årets Gullinpris till Nils Lindberg”. Sveriges Radio. 19 februari 2003. https://sverigesradio.se/artikel/186836. Läst 19 november 2023.
33. ↑  ”Ann Kristin Hedmark fick Jan Johansson-stipendiet”. Dagens Nyheter. 2 juli 2003. https://www.dn.se/nyheter/ann-kristin-hedmark-fick-jan-johansson-stipendiet/. Läst 18 november 2023.
34. ↑  ”Mikael Wiehe fick Cornelispris”. Dagens Nyheter. 3 augusti 2003. https://www.dn.se/nyheter/mikael-wiehe-fick-cornelispris/. Läst 17 november 2023.
35. ↑  ”Kulturnotiser”. Dagen. 19 augusti 2003. https://www.dagen.se/kultur/2003/08/19/kulturnotiser/. Läst 17 november 2023.
36. ↑  ”Josefine Cronholm får jazzpris”. Sveriges Radio. 22 november 2003. https://sverigesradio.se/artikel/150461. Läst 18 november 2023.
37. 1 2 3  ”Musikaliska akademins medaljer”. Dagens Nyheter. 30 december 2003. https://www.dn.se/arkiv/familj/musikaliska-akademins-medaljer/. Läst 17 november 2023.
38. ↑  ”50 cent”. Nöjesguiden. 4 mars 2003. https://ng.se/recensioner/musik/50-cent. Läst 12 november 2023.
39. ↑  ”Campfire Songs”. Pitchfork. 31 mars 2003. https://pitchfork.com/reviews/albums/1268-campfire-songs/. Läst 12 november 2023.
40. ↑  ”Here Comes The Indian”. Pitchfork. 17 juni 2003. https://pitchfork.com/reviews/albums/190-here-comes-the-indian/. Läst 12 november 2023.
41. ↑  ”Kristian Anttila - Natta de mina”. Svenska Dagbladet. 6 juni 2003. https://www.svd.se/a/8a23d58f-a48d-33e1-a8bf-9538c00e9e92/kristian-anttila-natta-de-mina. Läst 12 november 2023.
42. ↑  ”Alice in Videoland: Maiden Voyage”. Expressen. 24 november 2003. https://www.expressen.se/noje/recensioner/musik/alice-in-videoland-maiden-voyage/. Läst 13 november 2023.
43. ↑  ”Anthrax - We've come for you all”. Svenska Dagbladet. 28 februari 2003. https://www.svd.se/a/2f8b7b1c-3737-3d4e-8b81-346536837b63/anthrax-weve-come-for-you-all. Läst 13 november 2023.
44. ↑  ”Antique - Blue Love”. Svenska Dagbladet. 2 maj 2003. https://www.svd.se/a/f9d479ae-bad1-31f2-8063-6548e145435f/antique-blue-love. Läst 13 november 2023.
45. ↑  ”Arch Enemy: Anthems of Rebellion”. Expressen. 21 augusti 2003. https://www.expressen.se/noje/recensioner/musik/arch-enemy-anthems-of-rebellion/. Läst 13 november 2023.
46. ↑  ”Ingen återvänder tomhänt”. Dagensskiva.com. 21 maj 2003. http://dagensskiva.com/2005/05/21/the-ataris-so-long-astoria/. Läst 13 november 2023.
47. ↑  ”Bad Cash Quartet: Midnight Prayer”. Expressen. 21 augusti 2003. https://www.expressen.se/noje/recensioner/musik/bad-cash-quartet--midnight-prayer/. Läst 13 november 2023.
48. ↑  ”The Bear Quartet - Angry brigade”. Svenska Dagbladet. 5 september 2003. https://www.svd.se/a/79596f37-d667-30f9-9cfe-29fac6f0b95b/the-bear-quartet-angry-brigade. Läst 13 november 2023.
49. ↑  ”Marit Bergman”. Nöjesguiden. 5 maj 2003. https://ng.se/recensioner/musik/marit-bergman. Läst 13 november 2023.
50. ↑  ”Bergman Rock: Bergman Rock”. Expressen. 22 december 2003. https://www.expressen.se/noje/recensioner/musik/bergman-rock-bergman-rock/. Läst 13 november 2023.
51. ↑  ”Bonnie 'Prince' Billy: Master & Everyone”. Expressen. 10 februari 2003. https://www.expressen.se/noje/recensioner/musik/bonnie-prince-billy-master--everyone/. Läst 13 november 2023.
52. ↑  ”Beyoncé Dangerously in Love Review”. BBC. https://www.bbc.co.uk/music/reviews/p3vr/. Läst 13 november 2023.
53. ↑  ”Mary J Blige - Love & life”. Svenska Dagbladet. 29 augusti 2003. https://www.svd.se/a/30ec8883-fefb-3bbd-bfe6-64027b0fd5f4/mary-j-blige-love-life. Läst 13 november 2023.
54. ↑  ”Blur: Think Tank”. Expressen. 3 maj 2003. https://www.expressen.se/noje/recensioner/musik/blur-think-tank/. Läst 13 november 2023.
55. ↑  ”Bob Hansson - Kör solen kör”. Svenska Dagbladet. 31 januari 2003. https://www.svd.se/a/de4e94e0-cfb2-31e4-a292-87496e15b0fe/bob-hansson-kor-solen-kor. Läst 13 november 2023.
56. ↑  ”David Bowie - Reality”. Svenska Dagbladet. 17 september 2003. https://www.svd.se/a/ef4754ee-1ad8-327f-a19b-6aa55e95321d/david-bowie-reality. Läst 13 november 2023.
57. ↑  ”Bo Kaspers Orkester: Vilka tror vi att vi är”. Expressen. 25 september 2003. https://www.expressen.se/noje/recensioner/musik/bo-kaspers-orkester-vilka-tror-vi-att-vi-ar/. Läst 13 november 2023.
58. ↑  ”Broder Daniel - Cruel town”. Svenska Dagbladet. 16 oktober 2003. https://www.svd.se/a/3ab6911c-3e76-375c-9fc3-30742d01bd76/broder-daniel-cruel-town. Läst 13 november 2023.
59. ↑  ”Cardigans: Long Gone Before Daylight”. Expressen. 27 februari 2003. https://www.expressen.se/noje/recensioner/musik/cardigans-long-gone-before-daylight/. Läst 13 november 2023.
60. ↑  ”Clawfinger”. Aftonbladet. 23 maj 2003. https://www.aftonbladet.se/nojesbladet/musik/a/9mzE4E/clawfinger. Läst 13 november 2023.
61. ↑  ”The Concretes - The Concretes”. Svenska Dagbladet. 2 maj 2003. https://www.svd.se/a/504aeb81-15a0-337c-95e7-118a6e56248a/the-concretes-the-concretes. Läst 13 november 2023.
62. ↑  ”The Coral: Magic & Medicine”. Expressen. 11 augusti 2003. https://www.expressen.se/noje/recensioner/musik/the-coral-magic--medicine/. Läst 13 november 2023.
63. ↑  ”Cradle of Folth: Damnation and a day”. Expressen. 5 mars 2003. https://www.expressen.se/noje/recensioner/musik/cradle-of-filth-damnation-and-a-day/. Läst 13 november 2023.
64. ↑  ”The Dandy Warhols - Welcome to the monkey house”. Svenska Dagbladet. 16 maj 2003. https://www.svd.se/a/4f109d26-1b62-3dee-a6c5-d2366b0f7423/the-dandy-warhols-welcome-to-the-monkey-house. Läst 13 november 2023.
65. ↑  ”The Darkness - Permission to land”. Svenska Dagbladet. 12 september 2003. https://www.svd.se/a/7b77d029-712f-354a-b3ac-3af6021457ee/the-darkness-permission-to-land. Läst 13 november 2023.
66. ↑  ”Apple O'”. Pitchfork. 27 mars 2003. https://pitchfork.com/reviews/albums/2252-apple-o/. Läst 14 november 2023.
67. ↑  ”Deftones”. Pitchfork. 25 juni 2003. https://pitchfork.com/reviews/albums/2260-deftones/. Läst 14 november 2023.
68. ↑  ”The Distillers”. Nöjesguiden. 3 november 2003. https://ng.se/recensioner/musik/distillers. Läst 14 november 2023.
69. ↑  ”Dizzee Rascal - Boy in da corner”. Svenska Dagbladet. 5 september 2003. https://www.svd.se/a/483cef00-0b40-38dc-941b-de46bd7ca46b/dizzee-rascal-boy-in-da-corner. Läst 14 november 2023.
70. ↑  ”DMX - Grand champ”. Svenska Dagbladet. 3 oktober 2003. https://www.svd.se/a/4b7cdef5-e9fd-3967-bd3a-0c59ebc23510/dmx-grand-champ. Läst 14 november 2023.
71. ↑  ”1+1=3”. Dagensskiva.com. 8 januari 2004. http://dagensskiva.com/2004/01/08/dream-theater-train-of-thought/. Läst 14 november 2023.
72. ↑  ”Metamorphosis”. Rolling Stone. 27 augusti 2003. https://www.rollingstone.com/music/music-album-reviews/metamorphosis-2-204290/. Läst 14 november 2023.
73. ↑  ”Shootenanny”. Pitchfork. 22 maj 2003. https://pitchfork.com/reviews/albums/2687-shootenanny/. Läst 14 november 2023.
74. ↑  ”Electric Six: Fire”. The Guardian. 27 juni 2003. https://www.theguardian.com/music/2003/jun/27/popandrock.artsfeatures. Läst 14 november 2023.
75. ↑  ”Elin Sigvardsson: Saturday night naive”. Expressen. 11 april 2003. https://www.expressen.se/noje/recensioner/musik/elin-sigvardsson-saturday-night-naive/. Läst 14 november 2023.
76. ↑  ”Evanescence's Fallen album review”. Rolling Stone. 25 mars 2003. https://www.rollingstone.com/music/music-album-reviews/evanescence-fallen-album-bring-me-to-life-246317/. Läst 14 november 2023.
77. ↑  Per Gessles diskografi Arkiverad 22 mars 2012 hämtat från the Wayback Machine.
78. ↑  ”Girls Aloud: Sounds of the Underground”. The Guardian. 23 maj 2003. https://www.theguardian.com/music/2003/may/23/popandrock.artsfeatures1. Läst 14 november 2023.
79. ↑  ”Godsmack - Faceless”. Svenska Dagbladet. 2 maj 2003. https://www.svd.se/a/63228366-215f-3ec3-a02d-7c6f9e5a4e19/godsmack-faceless. Läst 14 november 2023.
80. ↑  ”Goldfrapp - Black cherry”. Svenska Dagbladet. 2 maj 2003. https://www.svd.se/a/518087ba-98f5-3492-a06e-76944c0eccb6/goldfrapp-black-cherry. Läst 14 november 2023.
81. ↑  ”José González”. Nöjesguiden. 3 november 2003. https://ng.se/recensioner/musik/jose-gonzalez. Läst 14 november 2023.
82. ↑  ”Kajsa Grytt - Är vi på väg hem?”. Svenska Dagbladet. 28 februari 2003. https://www.svd.se/a/d09d2f6d-1d61-3b10-8f1e-5df350bda89b/kajsa-grytt-ar-vi-pa-vag-hem. Läst 14 november 2023.
83. ↑  ”Bra live, bra på skiva”. Dagensskiva.com. 11 februari 2003. http://dagensskiva.com/2003/02/11/the-haunted-one-kill-wonder/. Läst 14 november 2023.
84. ↑  ”Helloween - Rabbit don't come easy”. Svenska Dagbladet. 9 maj 2003. https://www.svd.se/a/a258b6fb-33cf-3fe1-8da3-d2061917fb1b/helloween-rabbit-dont-come-easy. Läst 14 november 2023.
85. ↑  ”The Hidden Cameras - The smell of our own”. Svenska Dagbladet. 17 april 2003. https://www.svd.se/a/7b8b2b23-0be9-3f49-a13f-c1b589eb4eea/the-hidden-cameras-the-smell-of-our-own. Läst 14 november 2023.
86. ↑  ”Him: Love metal”. Expressen. 11 april 2003. https://www.expressen.se/noje/recensioner/musik/him-love-metal/. Läst 14 november 2023.
87. ↑  ”Iron Maiden - Dance of death”. Svenska Dagbladet. 5 september 2003. https://www.svd.se/a/a0643b8e-1b57-3aa3-9216-ab5728d236a2/iron-maiden-dance-of-death. Läst 14 november 2023.
88. ↑  ”Isolation Years - It's golden”. Expressen. 26 mars 2003. https://www.expressen.se/noje/recensioner/musik/isolation-years-its-golden/. Läst 14 november 2023.
89. ↑  ”Jay-Z - The Black Album”. Svenska Dagbladet. 21 november 2003. https://www.svd.se/a/5a5e1c73-9fe4-30d5-b667-46826267635c/jay-z-the-black-album. Läst 14 november 2023.
90. ↑  Johnsons diskografi - Roots and Wings Arkiverad 13 augusti 2010 hämtat från the Wayback Machine.
91. ↑  ”Jewel - 0304”. Svenska Dagbladet. 5 september 2003. https://www.svd.se/a/10c3a283-e598-3f08-8d9c-c32c8f1717f2/jewel-0304. Läst 14 november 2023.
92. ↑  ”Jet - Get born”. Svenska Dagbladet. 10 oktober 2003. https://www.svd.se/a/443da6ac-2860-3ff9-96ec-773489c2abfe/jet-get-born. Läst 14 november 2023.
93. ↑  ”Alicia Key's - The diary of Alicia Keys”. Svenska Dagbladet. 28 november 2003. https://www.svd.se/a/65adcc41-c61f-33f3-ae87-85ac605f2030/alicia-keys-the-diary-of-alicia-keys. Läst 14 november 2023.
94. ↑  ”KMFDM: WWIII”. Expressen. 19 september 2003. https://www.expressen.se/noje/recensioner/musik/kmfdm-wwiii/. Läst 14 november 2023.
95. ↑  ”The Knife - Deep Cuts”. Svenska Dagbladet. 17 januari 2003. https://www.svd.se/a/f072b063-7260-3548-96fe-af20fbc9cb00/the-knife-deep-cuts. Läst 14 november 2023.
96. ↑  ”Komedi: Kokomemedada”. Expressen. 3 juni 2003. https://www.expressen.se/noje/recensioner/musik/komeda-kokomemedada/. Läst 14 november 2023.
97. ↑  ”Johannes Kotschy - And that's why I love you”. Svenska Dagbladet. 31 januari 2003. https://www.svd.se/a/6a7fb4e2-bbdb-3e38-b51d-c218ff6b660e/johannes-kotschy-and-thats-why-i-love-you. Läst 14 november 2023.
98. ↑  ”Korn: Take a look in the mirror”. Expressen. 26 november 2003. https://www.expressen.se/noje/recensioner/musik/korn-take-a-look-in-the-mirror/. Läst 15 november 2023.
99. ↑  ”Kraftwerk: Tour de France Soundtracks”. Expressen. 11 augusti 2023. https://www.expressen.se/noje/recensioner/musik/kraftwerk-tour-de-france-soundtracks/. Läst 15 november 2023.
100. ↑  ”Peter LeMarc - Det som håller oss vid liv”. Svenska Dagbladet. 14 november 2003. https://www.svd.se/a/ec6f277d-04db-3dc1-805e-5b3a6c74e932/peter-lemarc-det-som-haller-oss-vid-liv. Läst 15 november 2023.
101. ↑  ”Limp Bizkit: Results may vary”. Expressen. 25 september 2003. https://www.expressen.se/noje/recensioner/musik/limp-bizkit-results-may-vary/. Läst 15 november 2023.
102. ↑  ”Linkin Park - Meteora”. Svenska Dagbladet. 28 mars 2003. https://www.svd.se/a/fdb9c022-f075-33b0-a841-8b26c3fa7ee3/linkin-park-meteora. Läst 15 november 2023.
103. ↑  ”Live - Birds of prey”. Svenska Dagbladet. 30 maj 2003. https://www.svd.se/a/b6f42685-a9b0-3d15-bbbb-e4d6d5d0d2c4/live-birds-of-pray. Läst 15 november 2023.
104. ↑  LSB - Fungus Svenska Dagbladet
105. ↑  ”Ulf Lundell: En eld ikväll”. Expressen. 26 november 2003. https://www.expressen.se/noje/recensioner/musik/ulf-lundell-en-eld-ikvall/. Läst 15 november 2023.
106. ↑  ”Madonna: American life”. Expressen. 3 maj 2003. https://www.expressen.se/noje/recensioner/musik/madonna-american-life/. Läst 15 november 2023.
107. ↑  ”Marilyn Manson - The golden age of grotesque”. Svenska Dagbladet. 9 maj 2003. https://www.svd.se/a/0689479a-61aa-31a5-8155-37ae36494340/marilyn-manson-the-golden-age-of-grotesque. Läst 15 november 2023.
108. ↑  ”Gunnel Mauritzson - Raisu äut”. Svenska Dagbladet. 11 april 2003. https://www.svd.se/a/745dca98-49e8-3b89-bc52-e98a0bc48495/gunnel-mauritzson-raisu-aut. Läst 15 november 2023.
109. ↑  ”Meat Loaf: Couldn't Have Said it Better (Myself)”. The Guardian. 28 mars 2003. https://www.theguardian.com/music/2003/mar/28/popandrock.artsfeatures7. Läst 15 november 2023.
110. ↑  ”Melanie C: Reason”. Expressen. 5 mars 2003. https://www.expressen.se/noje/recensioner/musik/melanie-c-reason/. Läst 15 november 2023.
111. ↑  ”Metallica - St. Anger”. Svenska Dagbladet. 6 juni 2003. https://www.svd.se/a/c6478d64-6072-39ce-91f3-7f3b9846c089/metallica-st-anger. Läst 15 november 2023.
112. ↑  ”Samma lika”. Dagensskiva.com. 13 maj 2003. http://dagensskiva.com/2003/05/13/mew-frengers/. Läst 15 november 2023.
113. ↑  ”Kylie Minogue: Body Language”. The Guardians. 14 november 2003. https://www.theguardian.com/music/2003/nov/14/popandrock.shopping4. Läst 15 november 2023.
114. ↑  ”Moneybrother”. Nöjesguiden. 28 april 2003. https://ng.se/recensioner/musik/moneybrother. Läst 15 november 2023.
115. ↑  ”Morbid Angel - Heretic”. Zero Magazine. 19 september 2003. https://zeromagazine.nu/2003/09/19/morbid-angel-heretic/. Läst 15 november 2023.
116. ↑  ”New Pornographers”. Nöjesguiden. 28 april 2003. https://ng.se/recensioner/musik/new-pornographers-0. Läst 15 november 2023.
117. ↑  ”Nick Cave & The Bad Seed - Nocturama”. Svenska Dagbladet. 31 januari 2003. https://www.svd.se/a/e2839e25-e4b2-37e9-ba91-c84b0f93a31e/nick-cave-the-bad-seeds-nocturama. Läst 15 november 2023.
118. ↑  ”Nickelback: The Long Road”. Expressen. 1 oktober 2003. https://www.expressen.se/noje/recensioner/musik/nickelback-the-long-road/. Läst 15 november 2023.
119. ↑  ”NOFX: The war on errorism”. Expressen. 23 maj 2003. https://www.expressen.se/noje/recensioner/musik/nofx-the-war-on-errorism/. Läst 15 november 2023.
120. ↑  ”The Offspring - Splinter”. Svenska Dagbladet. 9 december 2003. https://www.svd.se/a/50840ac7-200f-3a5a-8ee3-fd88ce359458/the-offspring-splinter. Läst 16 november 2023.
121. ↑  ”Outkast”. Nöjesguiden. 29 september 2003. https://ng.se/recensioner/musik/outkast-0. Läst 16 november 2023.
122. ↑  ”Paris: Yellow Eden”. Expressen. 29 oktober 2003. https://www.expressen.se/noje/recensioner/musik/paris-yellow-eden/. Läst 16 november 2023.
123. ↑  ”Sean Paul - Dutty rock”. Svenska Dagbladet. 13 februari 2003. https://www.svd.se/a/445b4d35-61bc-38a3-9ef1-3dcf6c525afe/sean-paul-dutty-rock. Läst 16 november 2023.
124. ↑  ”Peaches: Fritt fall”. Expressen. 23 maj 2003. https://www.expressen.se/noje/recensioner/musik/peaches-fritt-fall/. Läst 16 november 2023.
125. ↑  ”Peaches - Fatherfucker”. Svenska Dagbladet. 12 september 2003. https://www.svd.se/a/cb897c4a-d918-3c74-aec4-7a8367976438/peaches-fatherfucker. Läst 16 november 2023.
126. ↑  ”Inavel”. Dagensskiva.com. 23 juli 2005. http://dagensskiva.com/2005/07/23/a-perfect-circle-thirteenth-step/. Läst 16 november 2023.
127. ↑  ”Perishers: Let there be morning”. Expressen. 22 december 2003. https://www.expressen.se/noje/recensioner/musik/perishers-let-there-be-morning/. Läst 16 november 2023.
128. ↑  ”Pet Shop Boys - Disco 3”. Svenska Dagbladet. 31 januari 2003. https://www.svd.se/a/a2448153-eba4-320b-b70d-0551d770a1f7/pet-shop-boys-disco-3. Läst 16 november 2023.
129. ↑  ”Pink - Try this”. Svenska Dagbladet. 11 november 2003. https://www.svd.se/a/759d01fb-5d7a-3197-8a00-dbde7b9877da/pink-try-this. Läst 16 november 2023.
130. ↑  ”Placebo - Sleeping with ghosts”. Svenska Dagbladet. 28 mars 2003. https://www.svd.se/a/dec020d7-34cb-38a9-b2a2-7c70762fa4e8/placebo-sleeping-with-ghosts. Läst 16 november 2023.
131. ↑  ”Lisa Marie Presley: To whom it may concern”. Expressen. 19 mars 2003. https://www.expressen.se/noje/recensioner/musik/lisa-marie-presley-to-whom-it-may-concern/. Läst 15 november 2023.
132. ↑  ”Procol Harum: The Wells on fire”. Expressen. 26 februari 2003. https://www.expressen.se/noje/recensioner/musik/procol-harum-the-wells-on-fire/. Läst 16 november 2023.
133. ↑  ”The Radio Dept. - Lesser Matters”. Svenska Dagbladet. 20 februari 2003. https://www.svd.se/a/629707f6-01c1-3ecd-800d-d619ff24fe7c/the-radio-deptv-lesser-matters. Läst 16 november 2023.
134. ↑  ”Radiohead - Hail to the thief”. Svenska Dagbladet. 6 juni 2003. https://www.svd.se/a/46931a8c-0663-38ef-b282-fab595ce23f4/radiohead-hail-to-the-thief. Läst 16 november 2023.
135. ↑  ”Ranarim - För välden älskar vad som är brokot”. Svenska Dagbladet. 2 maj 2003. https://www.svd.se/a/dd9241c0-d482-3bed-afc3-8685fb9469eb/ranarim-for-varlden-alskar-vad-som-ar-brokot. Läst 16 november 2023.
136. ↑  ”The Rasmus - Dead letters”. Svenska Dagbladet. 21 mars 2003. https://www.svd.se/a/adf9df1b-7e98-3a0a-982e-9a358abed9b0/the-rasmus-dead-letters. Läst 16 november 2023.
137. ↑  ”Lou Reed - The Raven”. Svenska Dagbladet. 24 januari 2003. https://www.svd.se/a/a160ba33-71d9-32cc-bf3c-9eefc2105454/lou-reed-the-raven. Läst 16 november 2023.
138. ↑  ”Rå: De två systrarna”. Expressen. 29 oktober 2003. https://www.expressen.se/noje/recensioner/musik/ra-de-tva-systrarna/. Läst 16 november 2023.
139. ↑  ”Shout Out Louds”. Nöjesguiden. 29 september 2003. https://ng.se/recensioner/musik/shout-out-louds. Läst 16 november 2023.
140. ↑  ”Helen Sjöholm & Anders Widmark: Genom varje andetag”. Expressen. 22 oktober 2003. https://www.expressen.se/noje/recensioner/musik/helen-sjoholm--anders-widmark-genom-varje-andetag/. Läst 16 november 2023.
141. ↑  ”Slå mig med din rytmpinne”. Dagensskiva.com. 11 juli 2003. http://dagensskiva.com/2003/07/11/slagsmalsklubben-den-svenske-disco/. Läst 16 november 2023.
142. ↑  ”Britney Spears: In the zone”. Expressen. 12 november 2003. https://www.expressen.se/noje/recensioner/musik/britney-spears-in-the-zone/. Läst 16 november 2023.
143. ↑  ”Staind - 14 shades of grey”. Svenska Dagbladet. 23 maj 2003. https://www.svd.se/a/9977f9ef-16ac-3ba8-8ffe-c787c4071b4c/staind-14-shades-of-grey. Läst 16 november 2023.
144. ↑  ”Starsailor - Silence is easy”. Svenska Dagbladet. 19 september 2003. https://www.svd.se/a/a5715014-06a0-33c8-922d-a8d64d163d9d/starsailor-silence-is-easy. Läst 16 november 2023.
145. ↑  ”Steely Dan - Everything must go”. Svenska Dagbladet. 6 juni 2003. https://www.svd.se/a/4cc9d034-be0d-3156-8cdc-053e00098dcd/steely-dan-everything-must-go. Läst 16 november 2023.
146. ↑  ”The Strokes”. Nöjesguiden. 4 november 2003. https://ng.se/recensioner/musik/strokes-1. Läst 16 november 2023.
147. ↑  ”Timbuktu: The botten is nådd”. Expressen. 3 maj 2003. https://www.expressen.se/noje/recensioner/musik/timbuktu-the-botten-is-nadd/. Läst 16 november 2023.
148. ↑  ”Tomahawk - Mit gas”. Svenska Dagbladet. 16 maj 2003. https://www.svd.se/a/22ec3ad7-69cc-3be7-8b43-be978453445c/tomahawk-mit-gas. Läst 17 november 2023.
149. ↑  ”Turbonegro: Scandinavian Leather”. Expressen. 3 maj 2003. https://www.expressen.se/noje/recensioner/musik/turbonegro-scandinavian-leather/. Läst 17 november 2023.
150. ↑  ”Young Liars EP”. Pitchfork. 27 juli 2003. https://pitchfork.com/reviews/albums/8196-young-liars-ep/. Läst 17 november 2023.
151. ↑  ”Tyskarna från Lund: Metamorphobia”. Expressen. 10 februari 2003. https://www.expressen.se/noje/recensioner/musik/tyskarna-fran-lund-metamorphobia/. Läst 17 november 2023.
152. ↑  ”Van Morrison - What's wrong with this picture?”. Svenska Dagbladet. 24 oktober 2003. https://www.svd.se/a/5453d5f5-8b63-3af6-9b06-4e8dc3c16f03/van-morrison-whats-wrong-with-this-picture. Läst 17 november 2023.
153. ↑   Discogs.com; Vectors, The - Still Ill (Vinyl, LP)
154. ↑  Dimery, Robert (2007). 1001 album du måste höra innan du dör. sid. 918
155. ↑  ”The White Stripes - Elephant”. Svenska Dagbladet. 28 mars 2003. https://www.svd.se/a/a0863fe7-4a80-3576-b67c-dafb6fe806c7/the-white-stripes-elephant. Läst 17 november 2023.
156. ↑  ”Nyskapande musik med glimten i ögat”. Dagensskiva.com. 16 april 2007. http://dagensskiva.com/2005/04/16/amy-winehouse-frank/. Läst 17 november 2023.
157. ↑  ”Lars Winnerbäck och Hovet”. Nöjesguiden. 5 mars 2003. https://ng.se/recensioner/musik/lars-winnerbaeck-och-hovet. Läst 17 november 2023.
158. ↑  ”Yeah Yeah Yeahs - Fever to tell”. Svenska Dagbladet. 9 maj 2003. https://www.svd.se/a/2d9fbd8f-89d1-35b4-bc32-3cff6c7c7217/yeah-yeah-yeahs-fever-to-tell. Läst 17 november 2023.
159. ↑  ”Neil Young”. Nöjesguiden. 1 september 2003. https://ng.se/recensioner/musik/neil-young-0. Läst 17 november 2023.
160. ↑  ”Warren Zevon”. Nöjesguiden. 29 september 2003. https://ng.se/recensioner/musik/warren-zevon. Läst 17 november 2023.
161. ↑  Per Gessles diskografi Arkiverad 22 mars 2012 hämtat från the Wayback Machine.
162. ↑  Per Gessles diskografi Arkiverad 22 mars 2012 hämtat från the Wayback Machine.
163. ↑  Per Gessles diskografi Arkiverad 22 mars 2012 hämtat från the Wayback Machine.
164. 1 2  Roxettes diskografi Arkiverad 24 augusti 2011 hämtat från the Wayback Machine.
165. ↑  Per Gessles diskografi Arkiverad 20 mars 2012 hämtat från the Wayback Machine.
166. ↑  ”Miriam Aïda Quintet - My kind of world”. Svenska Dagbladet. 16 januari 2004. https://www.svd.se/a/7bc664e4-1803-3e16-b312-90092f405ce2/miriam-aida-quintet-my-kind-of-world. Läst 12 november 2023.
167. ↑  ”Josefine Cronholm & IBIS - Hotel Paradise”. Svenska Dagbladet. 11 april 2003. https://www.svd.se/a/723a6b55-c3f9-3b22-9610-36265b3ab302/josefine-cronholm-ibis-hotel-paradise. Läst 13 november 2023.
168. ↑  ”Jonas Kullhammar Quartet - Plays loud for the people”. Svenska Dagbladet. 9 maj 2003. https://www.svd.se/a/d1d9fe3f-7fd8-366b-b007-9dc8995f5203/jonas-kullhammar-quartet-plays-loud-for-the-people. Läst 15 november 2023.
169. ↑  ”Mathias Landaeus - House of approximation”. Svenska Dagbladet. 2 maj 2003. https://www.svd.se/a/bda8df3e-03c3-3efb-86ea-e911f78fc49a/mathias-landaeus-house-of-approximation. Läst 15 november 2023.
170. ↑  ”Magnus Lindgren Quartet - The Game”. Svenska Dagbladet. 14 november 2003. https://www.svd.se/a/f7de8b13-f0f5-31b7-b17a-38814a872602/magnus-lindgren-quartet-the-game. Läst 15 november 2023.
171. ↑  ”Jeanette Lindström - Walk”. Svenska Dagbladet. 6 mars 2003. https://www.svd.se/a/fbcc444d-4925-3162-953e-e90788cb891b/jeanette-lindstrom-walk. Läst 15 november 2023.
172. ↑  ”Wayne Shorter - Alegria”. Svenska Dagbladet. 28 mars 2003. https://www.svd.se/a/828a5305-d380-3373-a58f-81614fe871a6/wayne-shorter-alegria. Läst 16 november 2023.
173. ↑  ”Kulturkvinnan: elektroniska musikens gudmoder”. Sydsvenskan. 3 juli 2017. https://www.sydsvenskan.se/2017-07-03/kulturkvinnan-elektroniska-musikens-gudmoder. Läst 12 november 2023.
174. ↑  ”Kisa Magnusson död”. Sveriges Radio. 7 januari 2003. https://sverigesradio.se/artikel/167390. Läst 12 november 2023.
175. ↑  ”Familj: Utlandet”. Dagens Nyheter. 8 januari 2003. https://www.dn.se/arkiv/familj/utlandet-dodsfall-264/. Läst 12 november 2023.
176. ↑  ”T.Rex-medlemmen Mickey Finn död”. Expressen. 13 januari 2003. https://www.expressen.se/noje/musik/trex-medlemmen-mickey-finn-dod/. Läst 12 november 2023.
177. ↑  ”Maurice Gibb död”. Aftonbladet. 12 januari 2003. https://www.aftonbladet.se/nojesbladet/musik/a/wEO7E4/maurice-gibb-dod. Läst 12 november 2023.
178. ↑  ”Indonesiska pianosonater och gamelanska violinkonserter”. Sveriges Radio. 8 november 2003. https://sverigesradio.se/artikel/3217124. Läst 13 november 2023.
179. ↑  ”Många döda i brand på nattklubb i USA”. Dagens Nyheter. 21 februari 2003. https://www.dn.se/nyheter/varlden/manga-doda-i-brand-pa-nattklubb-i-usa/. Läst 13 november 2023.
180. ↑  ”Howie Epstein Dies”. Rolling Stone. 25 februari 2003. https://www.rollingstone.com/music/music-news/howie-epstein-dies-182169/. Läst 13 november 2023.
181. ↑  ”Artisten Kenta Gustafsson död”. Expressen. 5 mars 2003. https://www.expressen.se/nyheter/artisten-kenta-gustafsson-dod/. Läst 14 november 2023.
182. ↑  ”Popstjärnan Adam Faith död”. Expressen. 8 mars 2003. https://www.expressen.se/noje/musik/popstjarnan-adam-faith-dod/. Läst 14 november 2023.
183. ↑  ”Tommy Seebach död”. GAFFA. 1 april 2003. https://gaffa.dk/nyheder/2008/april/tommy-seebach-dod/. Läst 14 november 2023.
184. ↑  ”Leslie Cheung begravdes i Honk Kong”. Aftonbladet. 8 april 2003. https://www.aftonbladet.se/nojesbladet/film/a/bKg57B/leslie-cheung-begravdes-i-hongkong. Läst 15 november 2023.
185. ↑  ”Edwin Starr död i hjärtattack”. Svenska Dagbladet. 4 april 2003. https://www.svd.se/a/f5022f7a-bfa7-3c05-8fca-f5ff0a2b6f71/edwin-starr-dod-i-hjartattack. Läst 15 november 2023.
186. ↑  ”Rockfolkets frontman är död”. Dagens Nyheter. 8 april 2003. https://www.dn.se/arkiv/kultur/rockfolkets-frontman-ar-dod/. Läst 15 november 2023.
187. ↑  ”Kvinnan bakom Kylies hit död”. Aftonbladet. 14 april 2003. https://www.aftonbladet.se/nojesbladet/musik/a/8wJmkr/kvinnan-bakom-kylies-hit-dod. Läst 15 november 2023.
188. ↑  ”Den äldsta arbetande musikern i världen dör”. Djungeltrumman. 19 april 2003. https://www.djungeltrumman.se/milstolpe/den-aldsta-arbetande-musikern-i-varlden-dor-104/. Läst 15 november 2023.
189. ↑  ”Nina Simone död”. Sveriges Radio. 21 april 2003. https://sverigesradio.se/artikel/220022. Läst 15 november 2023.
190. ↑  ”Noel Redding, 57, Rock Bassist Who Played With Jimi Hendrix”. New York Times. 15 maj 2023. https://www.nytimes.com/2003/05/15/arts/noel-redding-57-rock-bassist-who-played-with-jimi-hendrix.html. Läst 16 november 2023.
191. ↑  ”June Carter död”. Sveriges Radio. 16 maj 2003. https://sverigesradio.se/artikel/232399. Läst 16 november 2023.
192. ↑  ”Mars Volta keyboardist found dead”. Billboard. 28 maj 2003. https://www.billboard.com/music/music-news/mars-volta-keyboardist-found-dead-70876/. Läst 16 november 2023.
193. ↑  ”Elektronmusikpionjären Luciano Berio har avlidit”. Dagens Nyheter. 30 maj 2003. https://www.dn.se/arkiv/kultur/elektronmusikpionjaren-luciano-berio-har-avlidit/. Läst 16 november 2023.
194. ↑  ”Musikproducenten Mickie Most död”. Sveriges Radio. 31 maj 2003. https://sverigesradio.se/artikel/239599. Läst 16 november 2023.
195. ↑  ”Dave Rowberry”. The Independent. 9 juni 2003. https://www.independent.co.uk/news/obituaries/dave-rowberry-36606.html. Läst 17 november 2023.
196. ↑  ”Barry White död”. Svenska Dagbladet. 5 juli 2003. https://www.svd.se/a/ad0dd0f1-84a2-3328-ba52-d1158eacfcfe/barry-white-dod. Läst 18 november 2023.
197. ↑  ”Operettcharmör har gått ur tiden”. Aftonbladet. 20 juli 2003. https://www.aftonbladet.se/nyheter/a/On8kVA/operettcharmor-har-gatt-ur-tiden. Läst 18 november 2023.
198. ↑  ”Jazzpionjären Benny Carter död”. Expressen. 14 juli 2003. https://www.expressen.se/noje/jazzpionjaren-benny-carter-dod/. Läst 18 november 2023.
199. ↑  ”Salsans farfar Compay Segundo död”. Dagens Nyheter. 15 juli 2003. https://www.dn.se/nyheter/salsans-farfar-compay-segundo-dod/. Läst 18 november 2023.
200. ↑  ”Celia Cruz död”. Sveriges Radio. 17 juli 2003. https://sverigesradio.se/artikel/261914. Läst 18 november 2023.
201. ↑  ”Bob Hope är död”. Sveriges Radio. 28 juli 2003. https://sverigesradio.se/artikel/266832. Läst 18 november 2023.
202. ↑  ”Skivlegendaren Sam Philips död”. Dagens Nyheter. 31 juli 2003. https://www.dn.se/nyheter/skivlegendaren-sam-phillips-dod/. Läst 18 november 2023.
203. ↑  ”Sångaren Ray Adams död”. Dagens Nyheter. 5 augusti 2003. https://www.dn.se/arkiv/kultur/sangaren-ray-adams-dod/. Läst 19 november 2023.
204. ↑  ”Hollywoodstjärnan Gregory Hines död”. Aftonbladet. 10 augusti 2003. https://www.aftonbladet.se/nojesbladet/a/EoQbmj/hollywoodstjarnan-gregory-hines-dod. Läst 19 november 2023.
205. ↑  ”Låtskrivaren Ed Townsend avliden”. Dagens Nyheter. 18 augusti 2003. https://www.dn.se/arkiv/kultur/latskrivaren-ed-townsend-avliden/. Läst 19 november 2023.
206. ↑  ”Tony Jackson”. The Guardian. 20 augusti 2003. https://www.theguardian.com/news/2003/aug/20/guardianobituaries.artsobituaries. Läst 19 november 2023.
207. ↑  ”Cancern tog Warren Zevons liv”. Aftonbladet. 9 september 2003. https://www.aftonbladet.se/nojesbladet/musik/a/KvnPeE/cancern-tog-warren-zevons-liv. Läst 20 november 2023.
208. ↑  ”Countrylegenden Johnny Cash död”. Dagens Nyheter. 12 september 2003. https://www.dn.se/nyheter/countrylegenden-johnny-cash-dod/. Läst 20 november 2023.
209. ↑  ”Sångaren Matthew Jay död”. Aftonbladet. 30 september 2003. https://www.aftonbladet.se/nojesbladet/musik/a/EoQj0a/sangaren-matthew-jay-dod. Läst 20 november 2023.
210. ↑  ”Robert Palmer död”. Svenska Dagbladet. 26 september 2003. https://www.svd.se/a/38d6da5e-359b-358d-a0cf-86413f9f1fab/robert-palmer-dod. Läst 20 november 2023.
211. ↑  ”Jazzmusikern Peter Gullin avliden”. Sveriges Radio. 8 oktober 2003. https://sverigesradio.se/artikel/303161. Läst 21 november 2023.
212. ↑  ”Sångaren Elliot Smith är död”. Svenska Dagbladet. 23 oktober 2003. https://www.svd.se/a/d2fb520a-6843-3c95-b169-bef954c0c088/sangaren-elliot-smith-ar-dod. Läst 21 november 2023.
213. ↑  ”Cash styvdotter död”. Aftonbladet. 27 oktober 2003. https://www.aftonbladet.se/nojesbladet/a/kaEdVa/cash-styvdotter-dod. Läst 21 november 2023.
214. ↑  ”Orkesterledaren Malte Johnson död”. Helsingborgs Dagblad. 24 oktober 2003. https://www.hd.se/2003-10-24/orkesterledaren-malte-johnson-dod. Läst 21 november 2023.
215. ↑  ”Bengan Wittstöm död”. Sveriges Radio. 25 oktober 2003. https://sverigesradio.se/artikel/311894. Läst 21 november 2023.
216. ↑  ”Världstenoren Corelli har avlidit”. Svenska Dagbladet. 4 november 2003. https://www.svd.se/a/e287f8bf-151d-3cb5-a8e9-dc2147cd0f53/varldstenoren-corelli-har-avlidit. Läst 21 november 2023.
217. ↑  ”Anton Maiden är död”. Sunkit. 27 november 2003. https://sunkit.com/anton-maiden-ar-dod/. Läst 22 november 2023.
218. ↑  ”Sångaren Bobby Hatfield död”. Svenska Dagbladet. 6 november 2003. https://www.svd.se/a/20a8eb47-c806-3bd0-8f6b-8c13f1015278/sangaren-bobby-hatfield-dod. Läst 22 november 2023.
219. ↑  ”Tony Thompson 48, drummer who helped to define disco”. New York Times. 24 november 2003. https://www.nytimes.com/2003/11/24/arts/tony-thompson-48-drummer-who-helped-to-define-disco.html. Läst 22 november 2023.
220. ↑  ”Leroy från Fame har avlidit”. Aftonbladet. 20 november 2003. https://www.aftonbladet.se/nojesbladet/tv/a/3jEV20/leroy-fran-fame-har-avlidit. Läst 22 november 2023.
221. ↑  ”Countrylegenden Don Gibson död”. Expressen. 18 november 2003. https://www.expressen.se/noje/musik/countrylegenden-don-gibson-dod/. Läst 22 november 2023.
222. ↑  ”Peter Lindroos är död”. Sveriges Radio. 19 november 2003. https://sverigesradio.se/artikel/324975. Läst 22 november 2023.
223. ↑  ”Sissy Bounce älskas i hårda New Orleans”. Dagens Nyheter. 18 mars 2007. https://www.dn.se/kultur-noje/musik/sissy-bounce-alskas-i-harda-new-orleans/. Läst 22 november 2023.
224. ↑  ”Boppers sörjer sin trummis”. Aftonbladet. 27 november 2003. https://www.aftonbladet.se/nojesbladet/musik/a/1k5x3B/boppers-sorjer-sin-trummis. Läst 22 november 2023.
225. ↑  ”Ruben Gonzales är död”. Svenska Dagbladet. 10 december 2003. https://www.svd.se/a/800466b6-efe8-35d5-bd45-a5c173cc339d/ruben-gonzales-ar-dod. Läst 23 november 2023.
226. ↑  ”Tompa Jahn är död”. Aftonbladet. 30 december 2003. https://www.aftonbladet.se/nyheter/a/EoQLv5/tompa-jahn-ar-dod. Läst 23 november 2023.
227. ↑  ”Österrikisk operadiva död”. Upsala Nya Tidning. 5 januari 2004. https://unt.se/bli-prenumerant/artikel/jokv4oyl/unt-bd-0kr-dp_week. Läst 23 november 2023.